# Rodolfo Morgari
Rodolfo Morgari (Torino, 1827 – 1909) è stato un pittore, decoratore e restauratore italiano.
Era figlio di Giuseppe (1788 – 1847),  pittore, e di Caterina Maccagno. Anche il fratello Paolo Emilio fu pittore.

## Biografia

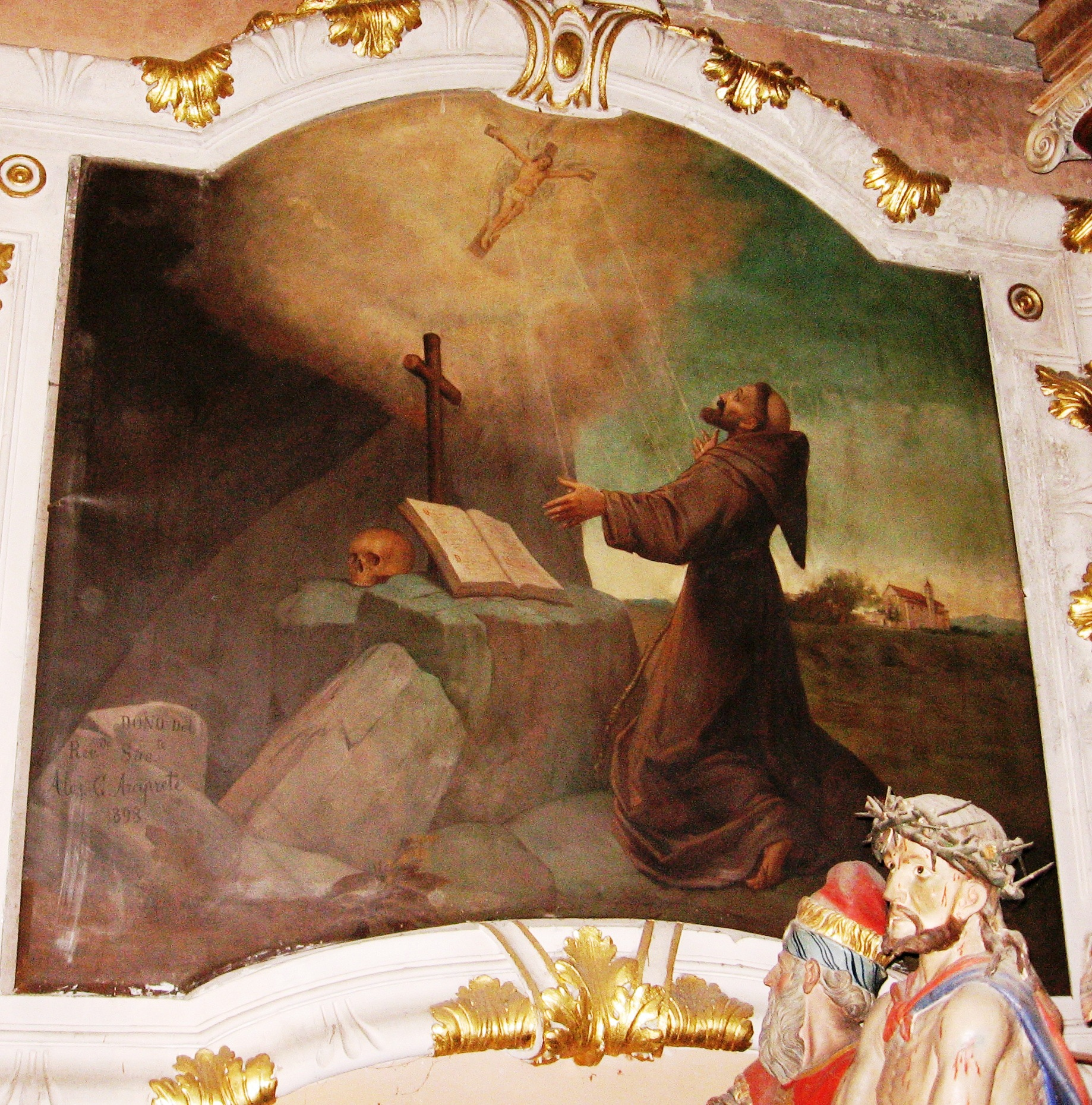
Cortemilia. Chiesa Parrocchiale di San Michele Argangelo. Rodolfo Morgari. San Francesco riceve le stimmate. Sullo Sfondo il Convento Francescano di Cortemilia.

Versatile in ogni genere pittorico, si dedicò alla carriera artistica, prediligendo la decorazione, nella quale si affermò con successo. Altra attività che sperimentò fu quella di restauratore; in seguito agli interventi a Palazzo Reale a Torino, nel 1858 sarà nominato dal re Vittorio Emanuele II pittore e restauratore dei reali palazzi. Morì nel 1909.

## Riconoscimenti
Nel 1884 è insignito della medaglia d'oro in occasione dell'Esposizione Nazionale di Torino. È dell'anno prima la realizzazione della grande tela che campeggia nello Scalone d'onore di Palazzo Cacherano di Bricherasio commissionata dalla vedova di Luigi Cacherano di Briccherasio, Teresa Massel di Caserana. «La tela rappresenta la morte del giovane Giorgio III di Cacherano di Envie, avvenuta nel corso della battaglia di Castelvecchio d'Albenga (...)».
È sepolto nel Cimitero monumentale di Torino.

## Matrimonio e figli
Rodolfo sposò Maria Bozoki, dalla quale ebbe due figli:
- Pietro
- Paolo

## Opere
L'elenco che segue espone non è esaustivo:
- Madonna vestita di primavera mentre appare a due pastorelli nel Santuario di Nostra Signora di La Salette a Viù
- Il profeta Daniele nella Basilica di S. Sebastiano a Biella
- Apparizione dell'angelo a s. Giuseppe, sulla volta della cappella della Sacra Famiglia della chiesa di Santa Teresa a Torino
- La Morte di s. Teresa e L'apparizione di Gesù a s. Teresa, nel catino absidale della chiesa di Santa Teresa a Torino
- La Pace  e L'Armonia, dipinti allegorici per la galleria del palazzo del duca d'Aosta a Torino
- Vittorio Emanuele II (ritratto ad olio su tela) per il Castello Reale di Racconigi
- Ritratto di donna del 1879, conservato nel Musée de l'Échevinage a Saintes (Francia)
- Via Crucis, chiesa parrocchiale di Cavaglià
- San Francesco che riceve le stimmate e Santa Margherita Maria Alacoque in contemplazione del Sacro Cuore di Gesù,  nella chiesa parrocchiale di San Michele a Cortemilia.
- La predicazione del Battista per la Cattedrale di San Giovanni Battista a Torino,
- Madonna con la Cintura e santi e La Vergine con san Gioachino nella chiesa di Sant'Antonino Martire a Bra
- Il trionfo di Cristo (affresco), nella volta della chiesa parrocchiale di San Germano a Ottiglio
- L'Olimpo, soffitto del salone del Castello Della Rovere a Vinovo
- La Maga Circe alla partenza di Ulisse del 1892, collezione privata
- Madonna con il Bambino contornata da due Angeli, medaglione sulla volta del Santuario della Beata Vergine delle Grazie.1880 Leini (Torino).